# Peltogaster ovalis
Peltogaster ovalis is een krabbezakjessoort uit de familie van de Peltogastridae. De wetenschappelijke naam van de soort is voor het eerst geldig gepubliceerd in 1912 door Krüger.